# Polyrhachis paxilla
Polyrhachis paxilla é uma espécie de formiga do gênero Polyrhachis, pertencente à subfamília Formicinae.